# Falman-County Acres
Falman-County Acres és una concentració de població designada pel cens dels Estats Units a l'estat de Texas. Segons el cens del 2000 tenia 289 habitants.

## Demografia
Segons el cens del 2000, Falman-County Acres tenia 289 habitants, 95 habitatges, i 76 famílies. La densitat de població era de 446,3 habitants per km².
Dels 95 habitatges en un 37,9% hi vivien nens de menys de 18 anys, en un 54,7% hi vivien parelles casades, en un 17,9% dones solteres, i en un 20% no eren unitats familiars. En el 16,8% dels habitatges hi vivien persones soles el 5,3% de les quals corresponia a persones de 65 anys o més que vivien soles. El nombre mitjà de persones vivint en cada habitatge era de 3,04 i el nombre mitjà de persones que vivien en cada família era de 3,29.
Per edats la població es repartia de la següent manera: un 31,8% tenia menys de 18 anys, un 8,3% entre 18 i 24, un 31,8% entre 25 i 44, un 15,9% de 45 a 60 i un 12,1% 65 anys o més.
L'edat mediana era de 33 anys. Per cada 100 dones de 18 o més anys hi havia 89,4 homes.
Entorn de l'11,7% de les famílies i el 15,2% de la població estaven per davall del llindar de pobresa.

## Poblacions més properes
El següent diagrama mostra les poblacions més properes.